# Старобільський табір
Старобільський табір — радянський табір для утримання польських військовополонених, що розташовувався в Луганській області в місті Старобільськ на території жіночого монастиря «Всіх скорботних радостей».

## Історія

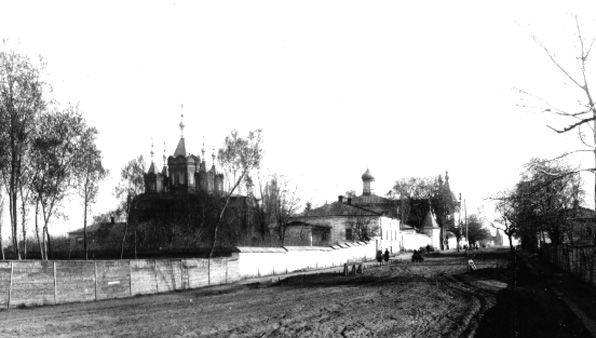
Старобільський монастир, який перетворили на табір для польських полонених.

Меморіальна дошка на мурах монастиря, установлена 2012

Створений 19 вересня 1939 року за наказом Народного комісара внутрішніх справ СРСР № 0308 у складі Управління у справах військовополонених та інтернованих (УПВІ) при НКВС СРСР в числі 8 організованих таборів для утримання польських військовополонених (також було створено Осташківський, Юхновський, Козельський, Путивльський, Козельщанський, Южський та Оранський табори). Начальником табору був призначений капітан держбезпеки А. Г. Бережков, який раніше працював в системі Головного управління таборів (ГУЛАГу).
У таборі містився офіцерський склад на 4000 осіб. За даними «Записки» голови КДБ О. М. Шелепіна (1959), 3820 військовополонених табору було розстріляно в 1940 р..

## Спогади
Про прибуття в Старобільськ згадує Юзеф Чапський:
Нас оточили поліцейськими собаками та повели розмоклим снігом, убогими міськими вулицями, серед бідних міських будинків та критих соломою мазанок. Вискочив якийсь хлопчик, швидко передав нам кавуна та втік… Більшість прибулих розмістили в монастирських будівлях на території майбутнього табору, а частину, яку туди не вдалося заштовхати (був серед них і я), — у якійсь установі або в тюрмі в центрі міста. Там утримували нас — кілька сотень — в огородженому цегляним парканом дворі, чотирьох маленьких флігельках і на великому подвір'ї для возів, де валялися обривки брудного паперу, книг і журналів зі знищеної бібліотеки. В одній із цегляних стін, що оточували цей двір, була вибита кулями вм'ятина на рівні голови людини, що стоїть. Нам розповідали, що саме на цьому місці в 1917 році розстрілювали буржуїв; таку ж вм'ятину я бачив в кладці стіни, що оточувала Старобільський монастир. Там, за чутками, розстрілювали черниць жіночого монастиря.